# Kirk Hinrich
Kirk James Hinrich (ur. 2 stycznia 1981 w Sioux City) – amerykański koszykarz, grający na pozycji rozgrywającego. Występował w reprezentacji Stanów Zjednoczonych.
Dorastając w Sioux City Hinrich znajdował się pod wpływem koszykówki od najmłodszych lat. Jego ojciec Jim trenował go od czasów liceum.
Pod koniec gry w liceum, w 1999, Hinrich wraz z kolegą z drużyny, Nickiem Collisonem, otrzymał nagrodę dla najlepszego gracza stanu (Iowa Mr. Basketball), wystąpił też w meczu wschodzących gwiazd - Nike Hoop Summit.
Hinrich chciał występować w uniwersyteckiej drużynie koszykarskiej Iowa State, jednak gdy ówczesny trener drużyny, Tim Floyd, otrzymał posadę pierwszego trenera Chicago Bulls, zmienił zdanie i dołączył do zespołu University of Kansas. Grając w Kansas Hinrich pomógł drużynie osiągnąć fazę Final Four mistrzostw NCAA w 2002 roku oraz finał rok później, gdy Kansas uległo Syracuse University z Carmelo Anthonym na czele.
Przed wyborem w drafcie Hinrich grał w drużynie z Kansas przez cztery lata. Został wybrany do pierwszej piątki pierwszoroczniaków w sezonie 2003/2004 oraz drugiej drużyny obrońców NBA w sezonie 2006/2007. Hinrich przez siedem sezonów od draftu w 2003 roku występował w Chicago Bulls. Przed sezonem 2010/2011 wraz z Kevinem Seraphinem przeszedł do Washington Wizards w zamian za prawa do kontraktu Władimira Wieriemiejenki. W lutym 2011 brał udział w wymianie, w ramach której trafił do Atlanta Hawks. W lipcu 2012 roku podpisując dwuletni kontrakt ponownie został zawodnikiem Chicago Bulls. 18 lutego 2016 w ramach wymiany między trzema klubami powrócił do Atlanty Hawks.

## Osiągnięcia
Na podstawie, o ile nie zaznaczono inaczej.
NCAA
- Wicemistrz NCAA (2003)
- Uczestnik:
  - NCAA Final Four (2002, 2003)
  - rozgrywek Sweet 16 turnieju NCAA (2001, 2002, 2003)
  - turnieju NCAA (2000–2003)
- Mistrz sezonu regularnego konferencji Big 12 (2002, 2003)
- Zaliczony do:
  - I składu:
    - Big 12 (2002, 2003)
    - defensywnego Big 12 (2003)
    - turnieju NCAA Final Four (2003)[12]

  - III składu:
    - All-American – NABC, TSN (2002 przez NABC, Sporting News, 2003 przez NABC, Associated Press, Sporting News)
    - Big 12 (2001)
- Drużyna Kansas Jayhawks zastrzegła należący do niego numer 10

NBA
- Zaliczony do:
  - I składu debiutantów (2004)[13]
  - II składu defensywnego NBA (2007)[14]
- Uczestnik Rising Stars Challenge (2004, 2005)
- Lider play-off w skuteczności rzutów za 3 punkty (2010)[15]

Reprezentacja
- Brązowy medalista mistrzostw świata (2006)